# Platea
Platea (griech. Πλατέα) ist eine von Herodot in seinen Historien (IV 151) beschriebene Insel, die der Küste der Kyrenaika vorgelagert sei. Sie diente um 630 v. Chr. den griechischen Kolonisten aus Thera (heute Santorin) als Zwischenstation zur Gründung von Kyrene.